# جينيفر شارب
جينيفر شارب (بالإنجليزية: Jennifer Sharp)‏ (24 فبراير 1974 - ) هي لاعبة كرة طائرة الولايات المتحدة.

## وصلات خارجية
- جينيفر شارب على موقع قاعدة بيانات الكرة الطائرة الشاطئية (الإنجليزية)